# Агапов, Иван Валерьевич
Ива́н Вале́рьевич Ага́пов (род. 29 мая 1965, Москва, РСФСР, СССР) — советский и российский актёр театра и кино. Народный артист Российской Федерации (2013).

## Биография
Иван Валерьевич Агапов родился в Москве 29 мая 1965 года. Ещё учась в школе, занимался в театре-студии Спесивцева. Сразу после школы поступил в актёрскую группу режиссёрского факультета ГИТИСа (курс Андрея Гончарова и Марка Захарова). Во время учёбы служил в Театре имени Маяковского, где сыграл в спектаклях «Правда хорошо, а счастье лучше», «Страсти по Митрофану», «Закат». В 1989 году, сразу после окончания института, был приглашён в театр Ленком, где служит по сей день.
Профессор, художественный руководитель курса Московского института современного искусства.
Жена Светлана окончила Литературный институт и режиссёрский факультет ВГИКа. Детей нет.

## Награды
- 30 июля 1999 — Заслуженный артист Российской Федерации — за заслуги в области искусства[1]
- 8 апреля 2013 — Народный артист Российской Федерации — за большие заслуги в области кинематографического, музыкального, театрального и хореографического искусства[2]
- 1 октября 2021 — Орден Дружбы — за большой вклад в развитие отечественной культуры и искусства, многолетнюю плодотворную деятельность[3].

## Спектакли

### Театр им. Вл. Маяковского
- Правда хорошо, а счастье лучше
- Страсти по Митрофану
- Закат

### Ленком
- Тиль — Придворный художник (ввод в 1989 году) (премьера в 1974, снят с репертутара в 1992)
- Звезда и Смерть Хоакина Мурьеты — Ведущий, Таможенник (ввод в 1989 году) (премьера 1976, снят с репертуара в 1993)
- Гамлет — Вольтиманд, Розенкранц, (ввод в 1991 году) (премьера 1986, снят с репертуара в 1992)
- Мудрец — Григорий, Голутвин, Секретарь Крутицкого (премьера в 1989, снят с репертуара в 2004)
- Поминальная молитва — Перчик (премьера в 1989); Менахем-Мендл (постановка 2021)
- Бременские музыканты — Шут (премьера в 1992, снят с репертуара в 1995)
- Безумный день или женитьба Фигаро — Керубино (1993), садовник Антонио (ввод в 1998), судья Бридуазон, доктор Бартоло (ввод в 2012) (премьера в 1993)
- Чайка — Медведенко Семён Семёнович (премьера в 1994, снят с репертуара в 2009)
- Королевские игры — Марк Смитон (1995), кардинал Вулси (ввод в 2009), лорд Норфолк (ввод в 2010) (премьера в 1995)
- Варвар и Еретик — Польский субъект (премьера в 1997, снят с репертуара в 2008)
- Мистификация — Кифа Мокиевич, Офицер (премьера в 1999, снят с репертуара в 2005)
- Город миллионеров — Адвокат (премьера в 2000, снят с репертуара в 2012)
- Шут Балакирев — Лакоста (премьера в 2001)
- Укрощение укротителей — Морозо (премьера в 2002, снят с репертуара в 2004)
- Ва-банк — Прибытков Лавр Миронович (премьера в 2004)
- Затмение — Хардинг, Мартини (премьера в 2005)
- Тартюф — господин Лояль (премьера в 2006, снят с репертуара в 2012)
- Женитьба — Кочкарёв (ввод 2008) (премьера в 2007)
- Визит дамы — Учитель (премьера в 2008, снят с репертуара в 2012)
- Пер Гюнт — Отец Сольвейг, Доктор (премьера в 2011)
- Испанские безумства — Тевано (муж Фелисьены) (так же является вторым режиссёром) (премьера в 2012, снят с репертуара в 2016)
- Попрыгунья (первоначальное название Небесные странники) — Чикильдеев (премьера в 2013)
- Пять вечеров — Тимофеев (ввод 2013) (премьера в 2013, снят с репертуара в 2016)
- Борис Годунов — Патриарх и Вишневецкий (премьера в 2014, снят с репертуара в 2018)
- Князь (премьера в 2016, снят с репертуара в 2016)
- День опричника — Демьян Златоустович (премьера в 2016)
- Сны господина Де Мольера… — Жан Жак Бутон (премьера в 2017)
- Фальстаф и Принц Уэльский — Гонец (премьера в 2018)
- Люболь - Он (премьера 2021, снят с репертуара 2025)
- Гамлет - Полоний (премьера 2024)

### Антреприза
- Бременские музыканты (Антреприза Александра Абдулова) (1997, режиссёр Пётр Штейн) — Шут
- Всё проходит (Антреприза Александра Абдулова) (2001, режиссёр Дмитрий Астрахан)
- Вишнёвый сад (театр «Мено Фортас» (Вильнюс) и Фонд Станиславского (Москва)) (2003, режиссёр Эймунтас Някрошюс) — Епиходов
- Весёлые ребята (Театральная компания Ирины Апексимовой) (2004, режиссёр Виктор Крамер)
- Копилка (Театральное агентство «Арт-Партнер XXI») (2006, режиссёр Константин Богомолов)
- Карманный театр
- Русские горки (Театральное агентство «Арт-Партнер XXI») (2009, режиссёр Нина Чусова)
- Жених с того света (Театральная компания «T-atre») (2010, режиссёр Андрей Кирющенко) — Дон Ломбарди, Бригелла, Флориндо, Панталоне
- Торговцы резиной (Театральное агентство «Арт-Партнер XXI») (2010, режиссёр Виктор Шамиров) — Шмуэль Спроль
- Буря (Международная конфедерация театральных союзов) (2014, режиссёр Декланн Доннеллан) — Гонзало
- Лес (Театральная компания «Маскарад») (2015, режиссёр Роман Самгин) — Аркадий Счастливцев
- Отцы & Дети (театр «АпАРТе») (2015, режиссёр Андрей Любимов) — Павел Петрович Кирсанов
- Лунин (ПЕВЦОВЪтеатр) (2016, режиссёр Александр Огарёв) -
- Пигмалион  (Театральная компания "Маскарад") реж. Р. Самгин - Элфрид Дулитл

### Режиссёр
- В этом милом старом доме. А. Арбузов (Институт Современного Искусства, курс Дмитрия Певцова и Ольги Дроздовой) (премьера в 2015)
- Женский стол в охотничьем зале  В. Мережко (Институт Современного Искусства, курс Владимира Комратова) (премьера в 2017 году)
- Гроза А. Островский (Институт Современного Искусства) Премьера 2020 г.
- Реинкарнация Г.Горин (Институт Современного Искусства) Премьера 2020
- Опять они поют М.Фриш (Институт Современного Искусства) Премьера 2023 г.
- Короли ночной Вероны по У. Шекспиру (Институт Современного Искусства) Премьера 2024 г.

## Кино и телевидение

### Режиссёр
- 2009/2010 — Папины дочки (12—14 сезоны)
- 2011/2012 — Кровинушка
- 2024 - Киножурнал "Вслух"

### Фильмография
- 1985 — Сезон чудес — Алексей
- 1988 — Убить дракона — кузнец
- 1990 — Танк «Клим Ворошилов-2» — дурачок
- 1991 — Ночлег. Пятница
- 1991 — Пять похищенных монахов — Николай Эхо
- 1992 — Семь сорок — Смоктуновский
- 1992 — Меценат Савва Мамонтов
- 1993 — Ваши пальцы пахнут ладаном — начальник ЖЭКа
- 1994 — Петербургские тайны — Фомушка
- 1995 — Под знаком Скорпиона — Зиновий Пешков
- 1996 — Клубничка (47 серия «Моментальное фото») — фотограф
- 1998—2002 — Самозванцы
- 1998 — Развязка петербургских тайн — Фомушка
- 2000 — Бременские музыканты & Co — придворный стражник
- 2000 — ДМБ — дядя Витя (Виктор Эдмондович Башмаков)
- 2001 — Дракоша и компания (серии: 4,9,13,17,21,22,24,26,39) — Трус
- 2001 — Сыщики (Фильм 3 «Оливковое дерево») — пресс-секретарь
- 2001 — Дальнобойщики (19-я серия «Далеко от Москвы») — агроном
- 2001 — Пятый угол — директор школы
- 2001 — Даун Хаус — Лебедев
- 2001 — Медики (4 серия «Партия с чемпионкой», 8 серия «Шантажистка») — Евгений Львович
- 2002 — Ледниковый период
- 2002 — Притяжение — Сосновский
- 2002 — Ха. Маленькие комедии (киноальманах)
- 2002 — Шут Балакирев — Лакоста
- 2002 — Приключения мага (6 серия «Родовое проклятие») — мужчина в машине
- 2002 — Марш Турецкого-3 (Фильм 5 «Пуля для полпреда») — Осипов
- 2002 — Следствие ведут ЗнаТоКи. Пуд золота — адвокат Смурина
- 2002 — Королева красоты, или Очень трудное детство — папа Зоси
- 2002 — Театральный роман (телеспектакль) — Литератор
- 2003 — Другая жизнь — Пётр
- 2003 — Москва. Центральный округ (9 серия «…И умрите в театре…») — актёр
- 2003 — Смеситель — Томас
- 2003 — Жизнь одна — бухгалтер
- 2003 — Белое золото — Степанченко
- 2003 — Ангел на дорогах — Аристарх
- 2003 — Желанная — учитель физики
- 2004 — Даша Васильева. Любительница частного сыска-2 (Серия «Жена моего мужа»)
- 2004 — Моя мама — невеста — директор школы
- 2004 — Слушатель — научный работник
- 2004 — Охотники за иконами — Гриша
- 2005 — Дело о «Мёртвых душах» — Добчинский
- 2005 — Не хлебом единым — Шутиков
- 2005 — Роман ужасов — экстрасенс
- 2006 — Герой нашего времени — чиновник в карете
- 2006 — Всё смешалось в доме — Вениамин Ремизов.
- 2006 — Бешеная (Фильм 2 «Обряд посвящения») — редактор телекомпании
- 2006 — Бес в ребро, или Великолепная четвёрка — научный сотрудник
- 2006 — «Фитиль» (Сюжеты «Проверки на дорогах», «Я ничего не знаю»)
- 2006 — Сыщики-5 (Фильм 5 «Молчаливое согласие») — Владимир Лужин
- 2006 — Угон (7 серия «Проделки Карлсона») — режиссёр
- 2006—2007 — Танго втроём — Владимир
- 2007 — Национальное достояние — Суслов
- 2007 — Агония страха (1, 4, 6 серии «Игра втёмную») — Савельев
- 2007 — Служба доверия (9 серия «Секта») — Сопиков
- 2007 — Прапорщик, или «Ё-моё» — Толик
- 2007 — Солдаты 12 — Толик
- 2007 — Русская игра — человек у церкви
- 2007 — Скалолазка и Последний из Седьмой колыбели — доктор Грин
- 2007 — Защита против (Серия «Командовать парадом буду я») — Михаил
- 2007 — Спасибо за любовь! — врач
- 2007 — Сыщик Путилин (фильм 2 «Костюм Арлекина») — Николай Стрекалов
- 2007 — Лузер — друг Фома из Питера
- 2007 — Закон и порядок: Отдел оперативных расследований (8 серия «Подмена») — подозреваемый
- 2007 — Вся такая внезапная (2 серия «Доктор Нет») — Герман Власов
- 2007 — Иное (телесериал) (9 серия «Стук за стеной») — Сердуян
- 2008 — Висяки (Серии «Дело чести (Дело № 3)», «Прелюдия к финалу (Дело № 7)», «Чужая жизнь (Дело № 8)», «Ставки сделаны (Дело № 16)») — Анатолий Кудрявцев («Гура»)
- 2008 — ГИБДД и т. д. — Кирилл Огошков
- 2008 — Я — телохранитель (Серия «Киллер к юбилею»)
- 2008 — Бумеранг — майор Долгов
- 2008 — Пассажирка — морской офицер
- 2008 — Девочка — друг Дмитрия
- 2008 — Псевдоним «Албанец»-2 — Александр Киреев
- 2008 — Шаг за шагом — Николай
- 2008 — Генеральская внучка (Серия «Испорченный отдых») — Соболев
- 2008 — Срочно в номер-2 (2 серия «Чёрная вдова») — Лыков
- 2008 — Почтальон (фильм 4) — Николай
- 2008 — Марево — Ничипор, приказчик
- 2009 — Папины дочки (Серии № 133, 136, 141, 143, 159) — Юрий Прохорович.
- 2009 — Пуля-дура-3 — Вольдемар
- 2009 — Брак по завещанию — Элайдж Дрейк
- 2009 — Шёпот оранжевых облаков — офтальмолог
- 2009 — В погоне за счастьем — майор Кулаков
- 2009 — Ласковый май — Горбачёв
- 2009 — Женщина-зима — Семён Иванович, муж Любавы
- 2009 — Всегда говори «Всегда»-5 — Закашанский
- 2009 — Семь жён одного холостяка — Владимир Докукин
- 2009 — Маргоша-2 — Писарев Яков Семенович
- 2009 — Исаев (Часть вторая «Пароль не нужен») — Фима Долин
- 2009 — Вольф Мессинг: видевший сквозь время — Лёва Кобак
- 2009 — Журов (3 серия «Старые доски») — Бушуев
- 2009 — Бомжиха-2 — Кирилл Иванович Горюнов
- 2009 — Отблески (15 серия «Последний танец») — продюсер
- 2009 — Глухарь. Приходи, Новый год! — майор, старший смены
- 2009 — Спецкор отдела расследований — депутат Госдумы
- 2010 — Школа для толстушек — Руденский
- 2010 — Телохранитель-3 (1 серия «Не своё дело») — Сергей Сергеевич
- 2010 — Банщик президента, или Пасечники Вселенной — исполнительный продюсер
- 2010 — Точка кипения — Зябликов
- 2010 — Богатая Маша — Матвей Маркович
- 2010 — Дежурный ангел — Олег Иванович
- 2010 — Раскрутка — Павел Андреевич Телецкий
- 2010 — Братаны-2 — Яблонский Илья Максимович
- 2010 — Зоя — Алексей
- 2010 — Гаражи (9 серия «Тёща, как явление») — Леонид Коротеев
- 2010 — Алиби на двоих (Фильм 6 «Картина») — Анатолий Бухаров
- 2010 — Русская рулетка. Женский вариант — Леонид Александрович
- 2010—2011 — Всё к лучшему — Валентин Серебров
- 2010—2011 — Институт благородных девиц (с 219-й серии) — ректор
- 2010—2011 — Вендетта по-русски — Кирилл Григорьевич Воронович
- 2011 — Манна небесная — Казимир
- 2011 — Метод Лавровой (16 серия «Ружьё на стене») — Уваров Николай Николаевич
- 2011 — Охраняемые лица (8 серия «Тень прошлого») — Анатолий Платонович Артамонов
- 2011 — Крёстная дочь — Воронович
- 2011 — Знахарь-2. Охота без правил — Павел Николаевич
- 2011 — Одна за всех — Володя Лаптев
- 2011 — Неуд по любви — Фёдор
- 2011 — Казнокрады (5 серия «Операция Океан») — Владимир Фельдман
- 2012 — Большая ржака — мужчина без штанов
- 2012 — Однажды в Ростове — администратор в ресторане
- 2012 — Самозванка — Чуров
- 2012 — Дикий-3 (фильм 2 «Дом, милый дом»)
- 2012 — Зимы не будет
- 2012 — Маша в законе (5 серия) — Семён Тимофеев
- 2012 — Подстава — адвокат Галицкого
- 2012 — Детка (серия 14) — Мышкин
- 2012 — Дружба особого назначения — «Паук»
- 2012 — Обратная сторона Луны — Левченко
- 2012 — Студия — Виктор Семёнович
- 2012 — Посредник (10 серия «Слёзы королевы») — адвокат
- 2013 — Ты не один (28 серия) — Леонид
- 2013 — Краплёный — Александр Николаевич
- 2013 — Фёдоров — Борис Березовский
- 2013 — Трое в Коми (3 серия) — вдовец
- 2013 — Пасечник — Александр Сергеевич Крынкин
- 2013 — Балабол — Сергей Янович Брумель
- 2013 — Не отпускай меня — Борис Андреевич
- 2013 — Карина красная — Владимир Маркович
- 2013 — Не в ту дверь (короткометражный) — Евгений Сухоруков
- 2014 — Дело чести — Николай Горбунов
- 2014 — Тайна тёмной комнаты— Игнатий Михайлович
- 2014 — Дневник мамы первоклассника — папа Димы
- 2014 — Куприн (фильм 1 «Яма») — Норич
- 2014 — Любимые женщины Казановы — Юрий Борисович
- 2014 — Сучьи войны — Семён Яковлевич
- 2014 — Отмена всех ограничений — Антон Неринов
- 2014 — Улыбка пересмешника — Михаил Израилевич Розенцвейг
- 2014 — Физрук — чиновник
- 2014 — Господа-товарищи (фильм 1-й: «Попрыгунчики») — зазывала синематографа
- 2014 — Чужой среди своих — Феликс Леонидович Бжезинский
- 2014 — Умельцы — Олег Степанович Клюев
- 2014 — Татьянина ночь — Слава Волков
- 2015 — Новогодний рейс — отец «Бобика»
- 2015 — Деньги — Геннадий Вячеславович Сумцев
- 2015 — Я знаю все твои секреты — Голышев
- 2015 — 15 суток — Николай Коржевский
- 2016 — Экипаж — пассажир-бухгалтер
- 2016 — Зимы не будет
- 2016—2018 — Ольга — психиатр
- 2016 — Отель Элеон — Роберт Иванович Колесниченко
- 2016 — Склифосовский. Реанимация — Игорь Иванович Никонов
- 2016 — Чистый футбол — Брилёв
- 2017 — Василиса — Рижский
- 2017 — Время первых — сотрудник КГБ
- 2017 — Екатерина. Взлёт — Пинус
- 2017 — Должок — Павел Романович
- 2017 — Не вместе — гуру
- 2017—2018 — СашаТаня — Семён Абрамович Розенгольд
- 2018 — Кровавая барыня — генерал Фёдор Ильич Кобзев
- 2018 — Практика-2 — Коваль
- 2018 — Ланцет — Кравчук
- 2018 — Анатомия убийства (фильм № 2 «Убийственная справедливость») — Антон Григорьевич Кутепов
- 2018 — Балабол-2 — Сергей Янович Брумель
- 2018 — Хор — Слипаковский
- 2019 — Формула мести — Васин
- 2019 — Свадьбы и разводы — Мещерский
- 2019 — Безсоновъ — Евсей Ардалионович Троекуров, начальник полицейского участка
- 2019 — Дипломат — адвокат Лютого
- 2019 — Призраки Замоскворечья — Лихоцкий-старший
- 2019 — Одесский пароход — пассажир парохода «Одесса» / хозяин 7-й квартиры
- 2019 — Балабол-3 — Сергей Янович Брумель
- 2019 — Детектив на миллион — Степанов
- 2019 — Цыплёнок жареный — Шорин
- 2020 — Грозный — боярин Оболенский
- 2020 — Балабол-4 — Сергей Янович Брумель
- 2020 — Драйв — Чинцов
- 2020 — Старые кадры — Виталий Анатольевич Селиванов
- 2020 — Гусар — Антон Петрович
- 2020 — Марлен — Антон Яковлевич Симхович
- 2021 — Балабол-5 — Сергей Янович Брумель
- 2021 — За час до рассвета — Лев Яковлевич Тимохин
- 2021 — Лётчик — конферансье
- 2022 — Ника — Валентин
- 2023 — Шаляпин — Семён Самарский, антрепренёр
- 2023 — Стрим — Анатолий Борисович, директор
- 2023 — Катя-Катя — Георгий Абрамович
- 2026 — Смешарики. Сквозь вселенные — Пин

### Сценарист
1. 2005 — Новогодний огонёк на ТВЦ (Совместно с С. Косинец и Е. Новиковой)
2. 2006 — Танго втроём (Совместно с С. Косинец)

### Реклама
- Серия рекламных роликов майонеза «Моя семья» (вместе с Людмилой Артемьевой и Мариной Ильинской)
- Серия рекламных роликов журнала «Ять» (вместе с Ниной Руслановой)
- Реклама пива «Сибирская корона»
- Реклама пива Holsten

### Видеоклипы
1. 2001 — Снялся в видеоклипе Дианы Гурцкая «Ты знаешь, мама»

### Участие в телешоу
- В 2002 году принимал участие в съёмках передачи «Слабое звено» на «Первом канале».
- В 2010 году принимал участие в съёмках шоу «Слава Богу, ты пришел!» на канале СТС в качестве актёра постоянной труппы.
- В 2017 году принимал участие в съёмках серии передач «Вокруг смеха».
- В мае 2023 года принял участие в скетчкоме «Истории большой страны» на канале «Россия-1»[4].

## Дубляж

### Фильмы

#### Гай Генри[англ.]
- 2010 — Гарри Поттер и Дары Смерти. Часть 1 — Пий Толстоватый[5]
- 2011 — Гарри Поттер и Дары Смерти. Часть 2 — Пий Толстоватый[5]

#### Другие фильмы
- 1993 — Парк Юрского периода — доктор Алан Грант (Сэм Нилл)[5]
- 2002 — Восьмая миля — Сол Джордж (Омар Бенсон Миллер)[5]
- 2003 — Час расплаты — Майкл Дженнингс (Бен Аффлек)[6]
- 2012 — Тёмный рыцарь: Возрождение легенды — Страйвер (Бёрн Горман)[5]
- 2016 — Алиса в Зазеркалье — Заник Цилиндр (Рис Иванс)[5]

### Мультфильмы и мультсериалы
- Губка Боб Квадратные Штаны — Сквидвард, второстепенные персонажи в 3, 5-9 сезонах[6]
- Губка Боб Квадратные Штаны (фильм) — Сквидвард[5]